# Jesus, Take the Wheel
«Jesus, Take the Wheel» (англ. Ісусе, візьми штурвал) — перший сингл дебютного студійного альбому американської кантрі-співачки Керрі Андервуд — «Some Hearts». В США пісня вийшла 3 жовтня 2005. Пісня написана Гілларі Ліндсі, Горді Сампсоном та Бреттом Джеймс; спродюсована Марком Брайтом. Музичне відео зрежисерував Роман Вайт; прем'єра відеокліпу відбулася 4 листопада 2005. Сингл отримав три платинові сертифікації від американської компанії RIAA та золоту сертифікацію від канадської Music Canada.

## Виконання вживу
Вперше вживу Андервуд виконала пісню «Jesus, Take the Wheel» на сцені 2005 Country Music Association Awards. Співачка виконала пісню в епізоді 5-го сезону реаліті-шоу American Idol. 23 травня 2006 Андервуд виконання пісні на сцені 41-ї церемонії нагородження Academy of Country Music Awards, на якій вона виграла у категорії Single of the Year Award за пісню «Jesus, Take the Wheel». У квітні 2006 вона виступила із піснею на церемонії нагородження CMT Awards, в якій вона виграла у категоріях Breakthrough Video of the Year та Female Video of the Year.
Пісня також входила до списку композицій, які Андервуд виконувала на турне Carrie Underwood: Live 2006.

## Музичне відео
Музичне відео зрежисерував Роман Вайт. Прем'єра відеокліпу відбулася 4 листопада 2005 на сайті Yahoo!. Станом на травень 2018 музичне відео мало 51 мільйонів переглядів на відеохостингу YouTube.
Відео показує Андервуд, яка виконує пісню у різних кімнатах будинку, та історії молодої матері, подружжя та пари похилого віку.
Відеокліп посів 1 місце у чарті каналу CMT та провів там 2 послідовні тижні. У грудні 2006 музичне відео зайняло 5 місце у списку 20 відеокліпів 2006 року каналу CMT. CMT також помістив відеокліп на 64 місце у своєму списку 100 найзначніших музичних відео. Відео було номіноване на церемонії нагородження 2006 Country Music Association Awards у категорії Music Video of the Year.

## Список пісень
| #  | Назва                   | Тривалість |
| -- | ----------------------- | ---------- |
| 1. | «Jesus, Take the Wheel» | 3:46       |

## Нагороди і номінації
| Рік  | Нагорода                      | Категорія                              | Результат |
| ---- | ----------------------------- | -------------------------------------- | --------- |
| 2006 | Academy of Country Music      | Single of the Year                     | Перемога  |
| 2006 | Academy of Country Music      | Song of the Year                       | Номінація |
| 2006 | Country Music Association     | Music Video of the Year                | Номінація |
| 2006 | Country Music Association     | Single of the Year                     | Номінація |
| 2006 | Canadian Country Music Awards | SOCAN Song of the Year                 | Перемога  |
| 2006 | CMT Music Awards              | Female Video of the Year               | Перемога  |
| 2006 | CMT Music Awards              | Breakthrough Video of the Year         | Перемога  |
| 2006 | Gospel Music Association      | Country Song of the Year               | Перемога  |
| 2007 | Grammy Awards                 | Best Female Country Vocal Performance  | Перемога  |
| 2007 | Grammy Awards                 | Премія «Греммі» за найкращу пісню року | Номінація |
| 2007 | Grammy Awards                 | Best Country Song                      | Перемога  |

## Чарти
Пісня дебютувала на 39 місце чарту Billboard Hot Country Songs та досягла 1 місця в січні 2006, проводячи 6 послідових тижнів на вершині чарту. Пісня досягла 20 місця чарту Billboard Hot 100.
Тижневі чарти
| Чарт (2005–2006)                                | Місце |
| ----------------------------------------------- | ----- |
| Canadian Radio & Records Country Singles        | 1     |
| U.S. Billboard Hot Country Songs                | 1     |
| U.S. Billboard Hot 100                          | 20    |
| U.S. Billboard Pop 100                          | 36    |
| U.S. Billboard Hot Adult Contemporary Tracks    | 23    |
| U.S. Billboard Hot Christian Adult Contemporary | 3     |
| U.S. Billboard Hot Christian Songs              | 4     |

Річні чарти
| Чарт (2006)                      | Місце |
| -------------------------------- | ----- |
| U.S. Billboard Billboard Hot 100 | 78    |
| U.S. Billboard Hot Country Songs | 5     |

## Продажі
Станом на лютий 2016 в США було продано 2,473,000 копій.
| Країна                | Сертифікація (таблиця продажів та сертифікатів) | Продажі   |
| --------------------- | ----------------------------------------------- | --------- |
| Канада (Music Canada) | Золото                                          | +40,000   |
| США (RIAA)            | 3× Платина                                      | 2,473,000 |

## Інші виконавці пісні
- 2007: 17 квітня 2007 ЛаКіша Джонс виконала пісню у 6 сезоні реаліті-шоу American Idol під час тижня кантрі-музики.
- 2009: 17 березня 2009 Денні Гокі виконав «Jesus, Take the Wheel» у 8 сезоні American Idol.
- 2011: Вінс Джил під час Girls Night Out Academy of Country Music.[5]
- 2012: Холлі Каван у 11 сезоні American Idol під час тижня персонального ідола.
- 2012: Крістін Ченовет під час епізоду Hell Hath No Fury телесеріалу GCB.
- 2013: Деніелл Бредбері у 4 сезоні реалі-шоу The Voice.